# Касатонов, Алексей Викторович
Алексе́й Ви́кторович Касато́нов (род. 14 октября 1959, Ленинград) — советский и российский хоккеист, защитник. Двукратный олимпийский чемпион (1984 и 1988), многократный чемпион мира, Европы, СССР. Заслуженный мастер спорта СССР (1981).

## Биография
Вырос на Новоизмайловском проспекте в Ленинграде. Мать — волейболистка, серебряный призёр чемпионата СССР 1961, Галина Касатонова. Внучатый племянник адмирала Владимира Касатонова. Рос спортивным ребёнком, родители в первом классе записали его в секцию плавания в бассейн на Невском проспекте. Три года он занимался плаванием, однако бассейн закрыли и секцию перевели в другой район города. Касатонов пошёл в школу районной команды Мясокомбината, которая проводила набор юных спортсменов на крытом катке СКА. Однако он по ошибке приехал не на каток, а на легкоатлетический стадион СКА. Уже там прочитал о наборе в хоккейную школу СКА, который и стал его первой командой. У Касатонова была проблема в виде плохого катания (в дворовых играх он играл без коньков). Устранением этого недостатка занимался тренер Олег Сивков, поскольку видел в нём и способности понимать игру и мыслить нестандартно на катке.
В составе молодёжного СКА стал чемпионом Союза, привлекался в молодёжную сборную СССР. В 1976—1978 — играл за взрослый СКА (Ленинград) (42 матча, 4 гола, 7 передач). В конце 1978 года на соревнованиях Вооруженных сил на Касатонова вышел селекционер ЦСКА, который вел переговоры о его переходе от имени Виктора Тихонова. Поначалу Касатонова стремились не отпускать, но видя его желание играть, дали добро на переход.
В ЦСКА закрепился с трудом — слишком велики оказались нагрузки Тихонова. Однако Касатонова в команде оставили — настоял второй тренер ЦСКА Юрий Моисеев. С первых дней в ЦСКА был под шефством ветеранов ЦСКА — Харламова и Цыганкова. С последним он и играл в паре первые годы в ЦСКА.
В пару к Фетисову его определили на Кубке Канады 1981, а тройка нападения была Сергей Макаров, Владимир Крутов и Игорь Ларионов. Именно с этого момента была создана легендарная пятёрка Ларионова сборной СССР и клуба ЦСКА.
В чемпионатах СССР за ЦСКА провёл 487 игр, 115 голов, 189 передач.
В турнирах ЗОИ и ЧМ — 97 матчей, 25 голов. В турнирах Кубка Канады — 27 матчей, 3 гола. В ЕК — 25 шайб.
В конце 80-х гг., когда возник конфликт между главным тренером сборной и ЦСКА Виктором Тихоновым и некоторыми игроками во главе с Ларионовым и Фетисовым, которые были недовольны авторитарностью Тихонова, Касатонов был единственным, кто занял сторону тренера, а Фетисов обвинил его в предательстве.
Когда уезжал в НХЛ, уволился из армии в звании майора. В 1990—1993 — «Нью-Джерси Дэвилз», который выбрал его ещё в 1983 году под 234-м номером.
24 июня 1993 года был выбран «Анахайм Майти Дакс» на расширенном драфте для команд-новичков НХЛ. Обменян в «Сент-Луис Блюз» 21 марта 1994 года. Имея статус свободного агента, подписал контракт с «Бостон Брюинз» 22 июня 1994 года.
В сезоне 1994/95 сыграл 9 матчей в чемпионате России за ЦСКА — 2 гола, 3 передачи.
В чемпионатах НХЛ — 383 матча, 38 голов, в турнирах Кубка Стэнли — 33 матча, 4 гола. Участник матча «Всех звёзд» НХЛ 1994.
Летом 1996 года вернулся в ЦСКА к Виктору Тихонову, где и завершил карьеру по окончании сезона 1996/97. В последний сезон был капитаном команды и играющим тренером. Отыграл 38 игр за ЦСКА — 3 гола, 20 передач, 68 минут штрафа.
С апреля 1997 по май 2000 года — менеджер сборной России, отвечал за приглашение на официальные турниры российских игроков из НХЛ. По его словам, на пост менеджера его пригласил президент Федерации хоккея России Валентин Сыч, причём через неделю после этой встречи Сыч стал жертвой покушения. Работая менеджером российской сборной, постоянно проживал в Нью-Джерси.
В 1999 году открыл в Нью-Йорке свою интернациональную детскую хоккейную школу. Официальное название «Международная хоккейная академия Касатонова», «неформальное» название — «Красные Пингвины». Вместе с этим выступал за ветеранов «Нью-Джерси» в благотворительных матчах.
В августе 2003 года по рекомендации Виктора Тихонова был назначен на пост генерального менеджера по направлению НХЛ. На посту пробыл год, пока из сборной не был уволен Тихонов.
В декабре 2006 года принял участие в хоккейном матче на Красной площади.
В сезоне 2008/09 возглавлял клуб высшей лиги «Рысь» из Подольска.
В мае 2009 года введен в Зал славы ИИХФ.
С мая 2009 года по июль 2010 года — главный тренер клуба «Крылья Советов» Москва.
С 20 мая 2011 года по 4 апреля 2014 года — генеральный менеджер СКА.
С мая 2013 года был генеральным менеджером сборной России до 2014 года. Уволен из-за неудовлетворительных выступлений сборной России на Олимпиаде 2014 в Сочи.
Игрок ветеранских турниров в составе ХК «Легенды хоккея СССР».
1 декабря 2019 года занял пост генерального директора Ночной хоккейной лиги.

## Достижения
- Олимпийский чемпион (2): 1984, 1988
- Серебряный призёр ОИ: 1980
- Чемпион мира (5): 1981, 1982, 1983, 1986, 1989
- Второй призёр ЧМ: 1987
- Третий призёр ЧМ (2): 1985, 1991
- Чемпион Европы (8): 1981—1983, 1985—1987, 1989, 1991
- Обладатель Кубка Канады 1981.
- Финалист Кубка Канады 1987
  - Участник КК 1984, 1991.
- Обладатель Кубка Европы (12): 1978—1989
- Чемпион СССР (11): 1979—89
- Серебряный призёр чемпионата СССР: 1990.
- Обладатель Кубка СССР: 1979, 1988.
- Чемпион мира среди молодёжи: 1979
- Бронзовый призёр чемпионата Европы среди юниоров: 1977
- Чемпион СССР среди молодёжи: 1977[16]
- Серебряный призёр чемпионата СССР среди юниоров: 1976[17]

## Награды
- Орден «За заслуги перед Отечеством»» IV степени (26.12.2011)[18]
- Орден Александра Невского (2020)[19]
- Орден Почёта (20.12.1996)
- Орден Трудового Красного Знамени (15.06.1988)
- Орден «Знак Почёта» (18.05.1982)
- Медаль «За трудовое отличие» (09.04.1980).
- В 2009 году введен в Зал славы ИИХФ.

## Статистика
| Легенда | Легенда                    | Легенда | Легенда                   | Легенда | Легенда    |
| ------- | -------------------------- | ------- | ------------------------- | ------- | ---------- |
| И       | Количество проведённых игр | Штр     | Штрафное время            | +/−     | Плюс-минус |
| Г       | Голы                       | П       | Голевые передачи          | О       | Очки       |
| -       | Статистика неизвестна      | —       | Статистика не учитывалась |         |            |

### Международные соревнования
- В 1987 году забросил 4 шайбы в матче на Кубок европейских чемпионов против финского «Таппара»[20].
- 29 ноября 2017 года в г. Искитим Новосибирской области был открыт ледовый дворец спорта «Арена 300», которому присвоено имя Алексея Касатонова.

## В кинематографе
| Название | Страна | Год  | Режиссёр     | В роли Касатонова | Примечания |
| -------- | ------ | ---- | ------------ | ----------------- | ---------- |
| Слава    | Россия | 2014 | Антон Азаров | Юрий Горбач       | телесериал |